# Pseudomys apodemoides
Pseudomys apodemoides é uma espécie de roedor da família Muridae.
Apenas pode ser encontrada na Austrália.